# Delaware
Il Delaware (in inglese , /ˈdɛləwɛər/) (sigla = DE) è uno stato federato degli Stati Uniti d'America situato sulla East Coast che fa parte degli stati del Medio Atlantico. Confina a sud e a ovest con il Maryland, a nord-est con il New Jersey e a nord con la Pennsylvania.
Il Delaware è situato nella parte nordorientale della penisola Delmarva, ed è il secondo stato più piccolo, il sesto meno popoloso ma il sesto più densamente popolato dei 50 stati. È diviso in tre contee, da nord a sud: New Castle, Kent e Sussex. Le due contee meridionali sono storicamente a predominanza agricola, mentre la contea di New Castle è più industrializzata.
Prima che la sua costa fosse esplorata dagli europei nel XVI secolo, il Delaware era abitato da diversi gruppi di nativi americani, tra cui i Lenape a nord e i Nanticoke a sud. Fu inizialmente colonizzato dagli olandesi con la colonia Zwaanendael, situata presso l'attuale città di Lewes, nel 1631. Il Delaware è stato una delle tredici colonie a partecipare alla rivoluzione americana, ed il 7 dicembre 1787 fu il primo a ratificare la Costituzione degli Stati Uniti d'America; pertanto è conosciuto come Il primo stato.
La capitale è Dover.

## Geografia fisica

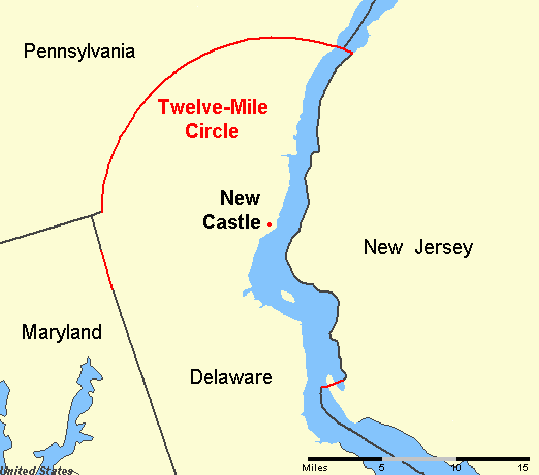
Il Twelve-Mile Circle

Diagramma del Twelve-Mile Circle, la Linea Mason-Dixon e The Wedge. Tutte le aree blu e bianche sono nel Delaware, eccetto la piccola parte di Maryland sull'estremità occidentale del cerchio.

Il Delaware è lungo 154 km ed è largo tra i 9 e i 35 km, per un'area totale di 5.060 km², il che lo rende il secondo stato più piccolo degli USA dopo il Rhode Island. Il Delaware confina a nord con la Pennsylvania; a est è delimitato dal fiume Delaware, la Baia del Delaware, il New Jersey e l'Oceano Atlantico. A ovest e a sud confina con il Maryland. Piccole porzioni del Delaware sono situate sul lato orientale del fiume Delaware, e confinano con il New Jersey. Lo stato del Delaware, insieme alle contee orientali del Maryland e a due contee della Virginia, costituisce la penisola Delmarva, che si protende dalla costa del medio Atlantico.
La definizione del confine settentrionale dello stato è inusuale: gran parte del confine con la Pennsylvania era originariamente definito da un arco che si estendeva per 12 miglia dalla cupola del tribunale della città di New Castle. Questo confine è noto con il nome di Twelve-Mile Circle e rappresenta l'unico confine nominalmente circolare negli Stati Uniti.
Il confine si estende a est fino alla costa del New Jersey, poi continua verso sud lungo la linea della costa finché raggiunge di nuovo l'arco delle 12 miglia (19 km); da lì il confine prosegue in modo più convenzionale al centro del canale principale (talweg) del fiume Delaware. A ovest, una porzione dell'arco si estende oltre il confine orientale del Maryland. La parte restante del confine occidentale corre quasi in linea retta dall'intersezione con l'arco. The Wedge, la terra tra la parte nord-orientale dell'arco e il confine con il Maryland fu contesa da Delaware e Pennsylvania fino al 1921, poi fu assegnata al Delaware.

## Origini del nome
Lo stato prende il suo nome da Thomas West, III barone De La Warr, nobile inglese e primo governatore coloniale della Virginia, a cui è dedicato quello che oggi è chiamato Capo Henlopen.

### Topografia
Il Delaware occupa in gran parte un territorio di pianura. Il punto di maggiore elevazione, situato a Ebright Azimuth, presso la Concord High School, è solo 140 metri s.l.m. Il punto più a nord dello stato è parte pedemontana degli Appalachi, in zona collinare. La linea in cui la zona pedemontana incontra la piana costale atlantica segue all'incirca la Robert Kirkwood Highway tra Newark e Wilmington; a sud di questa strada vi è la pianura costiera dell'Atlantico, con terreno piatto, sabbioso e in alcune parti paludoso. Una cresta di circa 25 metri di altezza si estende lungo il confine occidentale dello stato, e separa il bacino idrografico che confluisce nel fiume Delaware e nella Baia a est, e la Baia di Chesapeake a ovest.

### Clima
Dato che quasi tutto il Delaware fa parte della pianura costiera atlantica, gli effetti dell'oceano rendono temperato il clima. Lo stato si trova in una zona di transizione tra il clima subtropicale umido e il clima continentale. Nonostante la ridotta dimensione (circa 154 km da nord a sud), vi sono significative variazioni della temperatura media e delle precipitazioni di neve tra la contea di Sussex e di New Castle. Moderata dall'Oceano Atlantico e dalla Baia di Delaware, la parte meridionale dello stato ha un clima più mite e una stagione estiva più lunga rispetto al nord dello stato. La temperatura più alta mai registrata, 43 °C, si è verificata a Millsboro il 21 luglio 1930. Nello stesso luogo è stata registrata anche la temperatura più bassa, —27 °C, il 17 gennaio 1893.

### Ambiente
Il clima del Delaware consente una vasta gamma di vegetazione. Nel terzo settentrionale dello stato si trovano le foreste costiere nord-orientali e foreste di querce, tipiche degli Stati Uniti nord-orientali. Nei due terzi meridionali dello stato si trovano foreste costiere del medio Atlantico; il Trap Pond State Park nella Contea di Sussex, ad esempio, contiene uno di quelli che possono essere considerati gli esemplari più settentrionali di cipresso calvo.

### Gestione ambientale
Il Delaware fornisce sussidi governativi per la pulizia delle proprietà "leggermente contaminate" da rifiuti pericolosi, e i fondi provengono da una tassa sulle vendite di petrolio.

## Storia

### Nativi americani
Prima che i coloni europei si insediassero nel Delaware, l'area era abitata dagli Algonchini orientali, tribù conosciute come Lenape Unami, o Delaware, lungo la valle del Delaware, e del Nanticoke, e lungo i fiumi che portavano alla Baia di Chesapeake. Gli Unami Lenape nella valle del Delaware erano in stretta relazione con i Munsee del fiume Hudson. Essi avevano una società basata sulla caccia e sull'agricoltura, e divennero presto borghesi tramite il commercio delle pellicce con i loro antichi nemici, i Minqua o Susquehannock. Con la perdita delle terre sul fiume Delaware e la distruzione dei Minqua da parte degli Irochesi intorno al 1670, i Lenape restanti si spostarono oltre i Monti Allegani a metà del XVIII secolo. In genere, coloro che non si insediarono nello stato del Delaware furono battezzati e divennero cristiani.

### Periodo coloniale

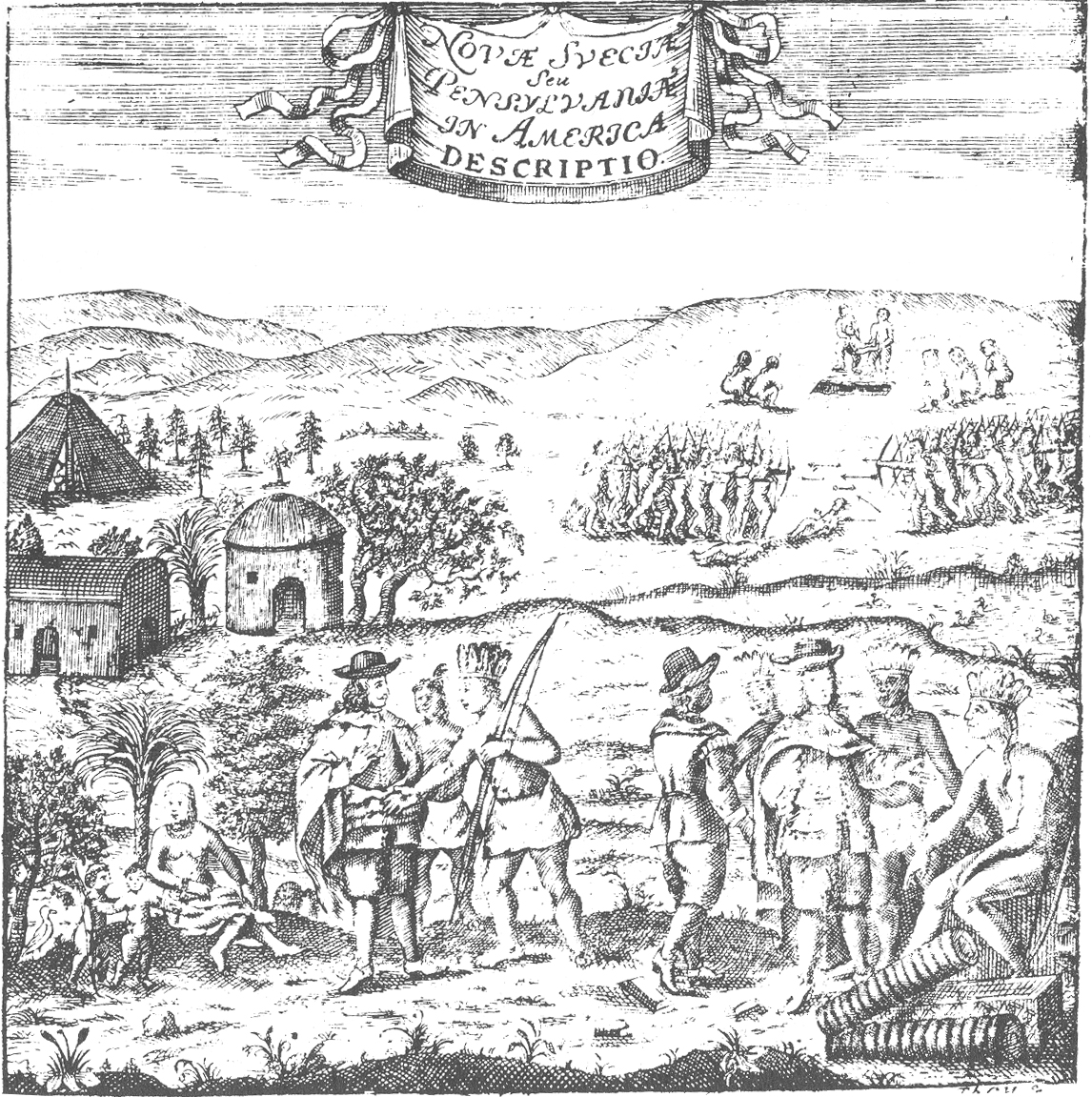
Nuova Svezia - incontro tra i coloni svedesi e i nativi del Delaware

Gli olandesi furono i primi europei a insediarsi nell'attuale Delaware istituendo un punto di commercio presso Zwaanendael, vicino al sito di Lewes, nel 1631. Entro un anno, tutti i coloni furono uccisi in una disputa con le tribù indiane della zona. Nel 1638 fu istituita la Nuova Svezia, un'area commerciale ed una colonia svedese; si trovava presso Fort Christina, l'attuale Wilmington, e fu fondata da Peter Minuit a capo di un gruppo di svedesi, finlandesi e olandesi. La colonia della Nuova Svezia durò 17 anni e nel 1651 gli olandesi, rinforzati dalla guida di Peter Stuyvesant, stabilirono un forte nell'attuale New Castle, e nel 1655 conquistarono la colonia di Nuova Svezia, annettendola negli olandesi Nuovi Paesi Bassi.
Solo nove anni dopo, nel 1664, gli olandesi furono conquistati da una flotta di navi inglesi di Sir Robert Carr, sotto la direzione di Giacomo, duca di York. In contrasto con le pretese di Cæcilius Calvert, Proprietario del Maryland, il duca passò quella che diceva essere sua proprietà a William Penn nel 1682. Penn desiderava un accesso al mare per la sua Provincia di Pennsylvania e affittò quelle che divennero conosciute come "le contee basse del Delaware" dal duca.
Penn istituì un governo rappresentativo e combinò i suoi possedimenti sotto un'Assemblea Generale nel 1682. Tuttavia, dal 1704 la Provincia di Pennsylvania era cresciuta in maniera tale che i suoi rappresentanti volevano prendere decisioni senza l'assenso delle Contee Basse e i due gruppi di rappresentanti iniziarono a incontrarsi separatamente, uno a Filadelfia e l'altro a New Castle. Penn ed i suoi eredi rimasero proprietari di entrambe e nominarono la stessa persona come Governatore per la Provincia di Pennsylvania e per i territori delle Contee Basse. Il fatto che Delaware e Pennsylvania condividessero il Governatore non era unico; dal 1703 al 1703 il New York ed il New Jersey ebbero un governatore comune e anche Massachusetts e New Hampshire condivisero il governatore per un certo periodo.
Nei primi anni la zona era dipendente dal lavoro, e importò più schiavi, dato che il numero di immigranti inglesi decresceva con le migliori condizioni economiche dell'Inghilterra. La colonna divenne una società schiavista e coltivava tabacco come merce di scambio, anche se gli immigranti inglesi continuarono ad arrivare.

### La rivoluzione americana
Come le altre colonie, le Contee Basse del Delaware mostrarono inizialmente poco entusiasmo verso una rottura con il Regno di Gran Bretagna. La cittadinanza aveva ottime relazioni con il governo delle proprietà, e generalmente godevano di una maggiore indipendenza di azione nella loro Assemblea Coloniale rispetto alle altre colonie. I mercanti al porto di Wilmington avevano inoltre molti legami commerciali con gli inglesi.
L'avvocato di New Castle Thomas McKean contestò con forza lo Stamp Act, e John Dickinson, della Contea di Kent, divenne lo "scrittore della rivoluzione". Anticipando la dichiarazione di indipendenza, il leader del patrioti Thomas McKean, insieme a Caesar Rodney, convinse l'Assemblea Coloniale a dichiararsi separata dagli inglesi e dal dominio della Pennsylvania il 15 giugno 1776. La persona che meglio rappresentava la maggioranza del Delaware, George Read non poté risolversi a votare per la Dichiarazione di Indipendenza; solo l'azione di Caesar Rodney diede alla delegazione i voti necessari per dichiarare l'indipendenza del Delaware.
Inizialmente guidato da John Haslet, il Delaware fornì uno dei primi reggimenti dell'Esercito continentale, conosciuto come i "Delaware Blues" e chiamati anche "Blue Hen's Chicks" ("galli blu"). Nell'agosto 1777 William Howe guidò l'esercito inglese attraverso il Delaware verso la vittoria nella Battaglia di Brandywine e conquistò la città di Filadelfia. L'unico incontro reale sul suolo del Delaware fu la Battaglia di Cooch's Bridge, combattuta il 3 settembre 1777 presso Cooch's Bridge nella Contea di New Castle.
Dopo la Battaglia di Brandywine, Wilmington fu occupata dagli inglesi, ed il Presidente dello stato John McKinly fu fatto prigioniero. Gli inglesi mantennero il controllo del fiume Delaware per la parte restante della guerra, distruggendo il commercio e incoraggiando la parte lealista della popolazione, in particolare nella Contea di Sussex. Gli inglesi promisero la libertà a molti schiavi se avessero combattuto con loro, pertanto molti schiavi si spostarono verso nord per unirsi a loro.
Dopo la rivoluzione americana, gli statisti del Delaware furono tra i propositori di una forte amministrazione centrale degli Stati Uniti, con eguale rappresentanza per ogni stato.

### Schiavitù e razza
Molti coloni giunsero nel Delaware da Maryland e Virginia, che avevano avuto un boom di popolazione. Le economie di queste colonie erano basate principalmente sul tabacco ed erano state dipendenti dal lavoro degli schiavi per la sua coltivazione. Gran parte dei coloni inglesi arrivarono come servi debitori, vendendo il proprio lavoro per un periodo fisso, per poter pagare il loro trasporto. Nei primi anni, la linea esistente tra servi debitori, schiavi e lavoratori era abbastanza fluida; gran parte delle famiglie afro-americane del Delaware erano migrate prima della rivoluzione per trovare terre più a buon mercato ed erano discendenti soprattutto da relazioni o matrimoni tra donne schiave o serve con uomini africani o afro-americani liberi. Mentre il flusso di schiavi debitori alla colonia scendeva con il miglioramento delle condizioni economiche dell'Inghilterra, furono importati più schiavi per il lavoro.
Al termine del periodo coloniale, il numero di schiavi in Delaware iniziò a scendere. Il passaggio dal tabacco all'agricoltura mista fece abbassare la necessità degli schiavi; i metodisti e quaccheri locali incoraggiarono i padroni a liberare gli schiavi dopo la rivoluzione, e molti di essi effettivamente lo fecero per ragioni idealistiche. Nel 1810, tre quarti di tutti i neri del Delaware erano liberi; quando John Dickinson liberò i suoi schiavi nel 1777, era il maggior proprietario di schiavi, con 37 persone possedute. Nel 1860, il maggior possessore di schiavi ne aveva "soltanto" 16.
Nonostante i tentativi di abolire la schiavitù fossero falliti per pochi voti nel Parlamento, in termini pratici lo stato aveva posto fine alla pratica. Con il censimento del 1860, alla vigilia della guerra di secessione americana, il 91,7% della popolazione nera era libera; 1.798 persone erano ancora schiave, rispetto alle 19.829 persone di colore libere.
All'inizio della guerra civile americana, il Delaware era solo nominalmente uno stato schiavista, e rimase nell'Unione. Lo stato votò contro la secessione il 3 gennaio 1861 e come disse il governatore, il Delaware era stato il primo stato a dare impulso all'Unione ratificando la Costituzione e sarebbe stato l'ultimo ad uscirne. Anche se molti cittadini del Delaware che combatterono nella guerra, lo fecero nei reggimenti dello stato, alcuni prestarono servizio dalla parte dei confederati in Maryland e Virginia; nel Delaware, non si costituì nessun reggimento dalla parte dei confederati. Gli ultimi schiavi furono liberati con la ratifica del XIII emendamento nel dicembre 1865.

## Società

### Evoluzione demografica

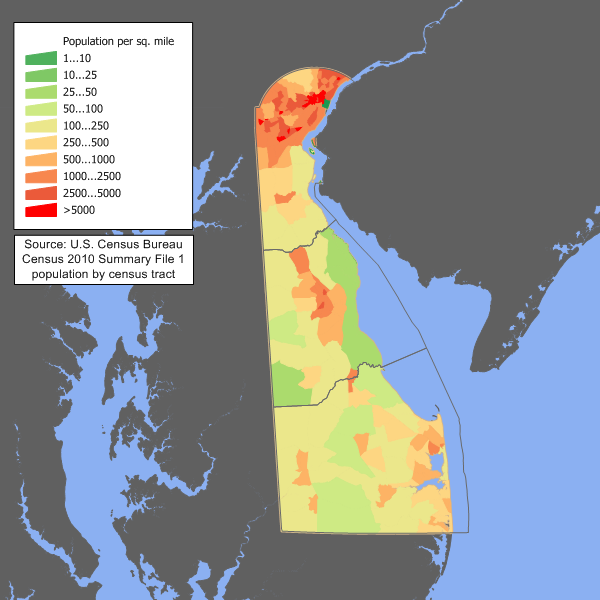
Densità di popolazione nel Delaware

Lo United States Census Bureau stima che la popolazione del Delaware fosse pari a 917.092 persone al 1º luglio 2012, con un incremento del 2,1% rispetto al 2010.
Secondo il censimento del 2010, il Delaware contava una popolazione di 897.934 persone, costituita per il 68,9% da bianchi (il 65,3% da bianchi non ispanici), per il 21,4% da neri o afroamericani, per lo 0,5% da indiani americani e nativi dell'Alaska, il 3,2% da asiatici, per il 3,4% da altre razze e per il 2,7% provenienti da due o più razze. Gli ispanici e latino-americani costituivano l'8,2% della popolazione.
Nel 1990 il Census Bureau riportava la popolazione del Delaware composta da 16,9% di neri, e il 19,3% da bianchi non ispanici.
Il Delaware è il sesto stato più densamente popolato, con una densità di popolazione pari a 170,87 persone per chilometro quadrato, pari a 140 persone per km² in più della media nazionale. È il 45º stato per popolazione. Insieme a Virginia Occidentale, Vermont, Maine e Wyoming, il Delaware è uno degli stati in cui non esiste una città con una popolazione superiore a 100.000 persone, secondo il censimento del 2010. Il centro della popolazione del Delaware si trova nella Contea di New Castle, nella città di Townsend.

### Lingue e dialetti
Nel 2000, il 91% dei residenti dello stato con età maggiore di 5 anni parlava solo inglese in casa; il 5% parlava spagnolo. Il francese è la terza lingua più parlata, con il 0,7%, seguito dal cinese con lo 0,5% e il tedesco con lo 0,5%.
Sono state proposte delle leggi alla Camera e al Senato del Delaware per designare l'inglese come lingua ufficiale, ma nessuna legge è mai stata approvata.

### Religione
- Cristiani - 79%
  - Protestanti - 68%
    - Metodisti - 22%
    - Battisti - 21%
    - Luterani - 4%
    - Presbiteriani - 3%
    - Pentecostali - 3%
    - Altri Protestanti - 15%

  - Cattolici - 10%
  - Altri Cristiani - 1%
- Altro - 2%
- Atei - 19%

Nel 2000, l'Associazione degli Archivi dei Dati Religiosi riportò che i tre maggiori gruppi religiosi del Delaware erano i cattolici, protestanti e evangelici protestanti. La Chiesa Cattolica ha il più alto numero di fedeli nel Delaware (circa 151.740 persone), seguita dalla Chiesa Metodista Unionista con 59.471 membri e la Chiesa Presbiteriana, con circa 14.800 aderenti. Il corpo religioso con il maggior numero di congregazioni è la Chiesa Metodista Unionista, con 162 congregazioni, seguita dalla Chiesa Cattolica con 46.
La Diocesi di Wilmington e la Diocesi Episcopale del Delaware stanno a capo delle parrocchie all'interno della loro giurisdizione. La Chiesa A.U.M.P., la più antica congregazione afro-americana nella nazione, fu fondata a Wilmington ed ha ancora una notevole presenza nello stato. Riflettendo la nuova popolazione immigrata, ad Ogletown è stata costruita una moschea, e un tempio indù a Hockessin.
Un sondaggio del 2012 sulle abitudini religiose negli USA ha mostrato che il 34% degli abitanti del Delaware si definiva "moderatamente religioso", il 33% "molto religioso" e il 33% "non religioso"

## Economia
Il prodotto interno lordo del Delaware nel 2010 è stato di 62,3 miliardi di dollari.

### Redditi
| Contea del DE | marzo 2010 | marzo 2011 |
| ------------- | ---------- | ---------- |
| New Castle    | 229.000 $  | 216.000 $  |
| Sussex        | 323.000 $  | 296.000 $  |
| Kent          | 186.000 $  | 178.000 $  |

Il reddito pro capite era di 34.199 $, il 9° reddito più alto degli USA. Nel 2005, il reddito medio settimanale era di 937 $, posizionandosi 7º nella nazione.
Insieme a molte contee degli Stati Uniti, le tre contee del Delaware hanno subito una costante diminuzione nel prezzi di vendita degli immobili, nel periodo 2010—2011.

### Agricoltura

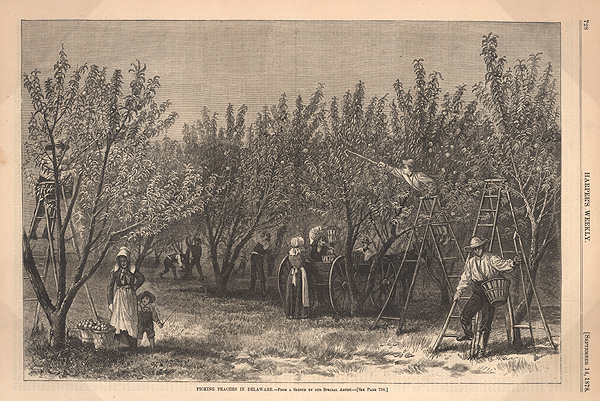
Raccolta di pesche nel Delaware da un numero del 1878 dello Harper's Weekly

In Delaware, i principali prodotti sono pollame, fagioli di soia, latticini e mais.

### Industria
Nel gennaio 2011 il tasso di disoccupazione era dell'8,5%. I maggiori datori di lavoro dello stato sono:
- governo (stato del Delaware, Contea di New Castle)
- istruzione (Università del Delaware)
- banche (Bank of America, M&T Bank, First USA / Bank One / JPMorgan Chase, AIG, Citigroup, Deutsche Bank, Barclays)
- chimico, farmaceutico, tecnologia (E.I. du Pont de Nemours & Co.,[32][33] Syngenta, Agilent Technologies, AstraZeneca, e Ashland, Inc.)
- salute (Christiana Care Health System, Alfred I. duPont Hospital for Children), vi sono circa 2.800 medici operanti nello stato.[34]
- Industria automobilistica (Fisker Automotive)
- agricoltura e allevamento, nello specifico i polli nella Contea di Sussex (Perdue Farms), Mountaire Farms, Allen Family Foods.

La Dover Air Force Base, situata vicino alla capitale dello stato, Dover, è una delle maggiori basi aeree dello stato e occupa molte persone in Delaware. Oltre alle sue responsabilità nel comando della mobilità aerea delle forze aeree statunitensi, questa base serve anche da punto di ingresso e obitorio per il personale militare americano e alcuni membri dello staff che muoiono oltremare.

### Società nel Delaware
Più del 50% di tutte le public companies degli Stati Uniti d'America e il 63% di Fortune 500 vengono costituite nel Delaware. L’attrattiva dello stato come paradiso fiscale è molto diffusa, dato che nello stato esiste un diritto d'impresa molto favorevole. Le tasse sulle società del Delaware che hanno rapporti con lo stato rendono allo stato stesso circa un quinto delle sue entrate. Nonostante "USA (Delaware)" abbia registrato il Delaware come "la giurisdizione più opaca al mondo" sull'Indice del Segreto Finanziario del Tax Justice Network del 2009, lo stesso Indice del gruppo nel 2011 posiziona gli USA quinti, e non cita il Delaware. Il Delaware permette di aprire nuove società direttamente online e nel giro di 24 ore. La tassazione ed il fisco di questo stato sono estremamente amichevoli con le aziende che lo scelgono come stato d'incorporamento. La privacy delle aziende e dei soci viene garantita da leggi apposite approvate recentemente.

### Cibi e bevande
Il Titolo 4, capitolo 7 del Delaware Code stabilisce che i liquori alcolici possano essere venduti solo in presenza di licenza specifica, e solo tra le 9 antimeridiane e l'una de pomeriggio. Fino al 2003 il Delaware era tra i molti stati in cui erano in vigore le cosiddette blue laws, le "leggi blu", che facevano applicare le osservanze religiose, e pertanto era bandita la vendita di liquori la domenica.

### Turismo

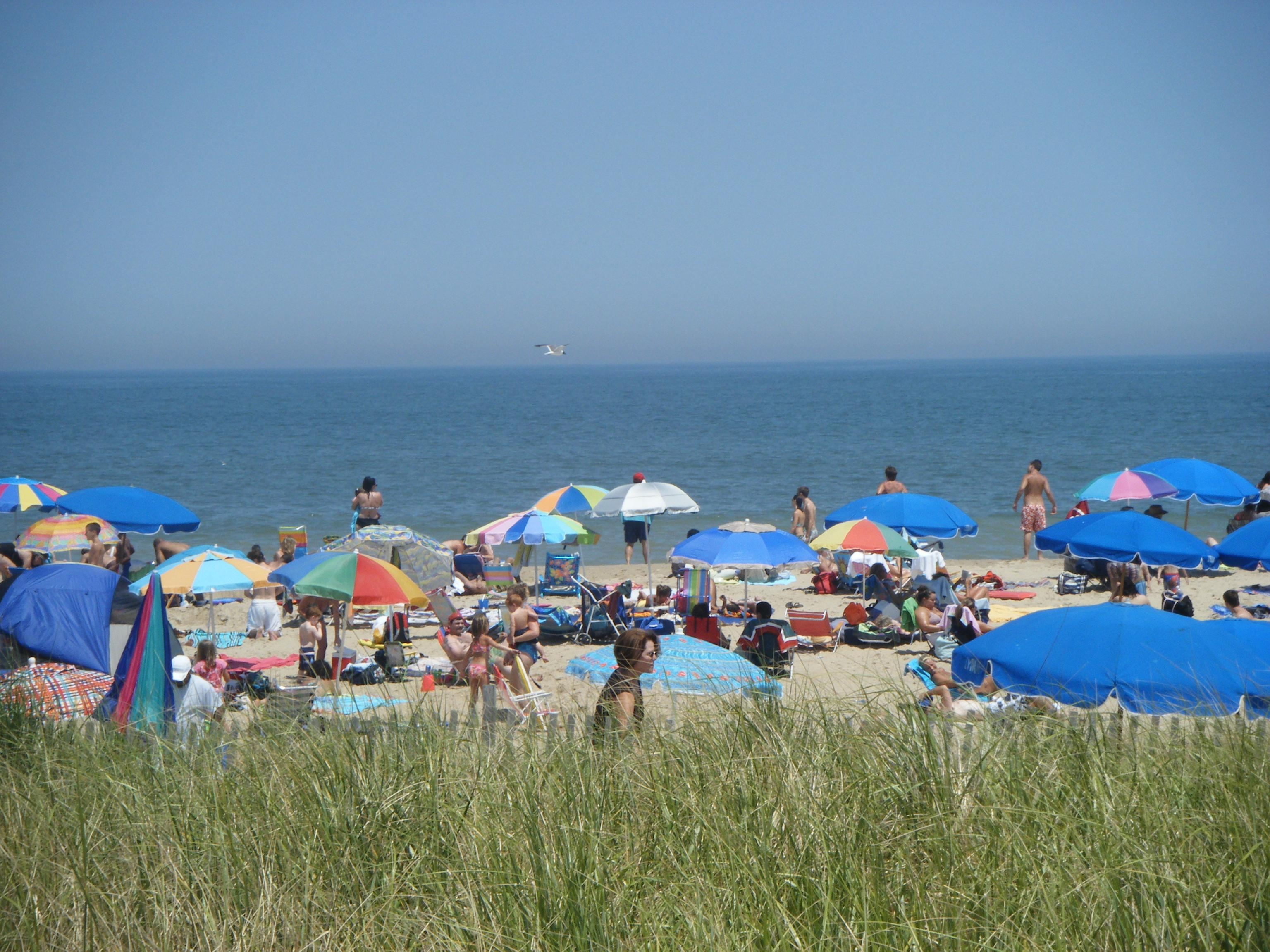
Rehoboth Beach attrae molti turisti durante la stagione estiva.

Oltre al First State National Monument, il Delaware conta diversi musei, riserve naturali, parchi, case, fari ed altri luoghi storici. Il Delaware è sede del secondo ponte sospeso più lungo al mondo, il Delaware Memorial Bridge.
Rehoboth Beach, insieme alle città di Lewes, Dewey Beach, Bethany Beach, South Bethany e Fenwick Island sono tra le località costiere dello stato. Rehoboth Beach talvolta si autodefinisce "la capitale estiva dello stato", a causa dell'alta frequentazione estiva specialmente per i residenti di Washington D.C., Maryland, Virginia e, in numero minore, della Pennsylvania. I vacanzieri sono attratti dall'atmosfera speciale della città, dall'arte, dalla vita notturna e dallo shopping detassato.
Il Delaware è inoltre sede di diversi festival, fiere ed eventi: alcuni dei festival più famosi sono quello di Riverfest, che si svolge a Seaford, il World Championship Punkin Chunkin a Bridgeville, il Rehoboth Beach Jazz Festival, il Sea Witch Halloween Festival and Parade a Rehoboth Beach, il Rehoboth Beach Independent Film Festival, il Nanticoke Indian Pow Wow a Oak Orchard, il Firefly Music Festival e il Return Day Parade che si tiene dopo ogni elezione a Georgetown.

## Infrastrutture e trasporti

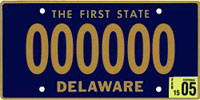
Il design dell'attuale targa automobilistica del Delaware fu introdotto nel 1959. È il design più longevo della storia degli USA.

Il sistema dei trasporti del Delaware è sotto la giurisdizione e la supervisione del Dipartimento dei Trasporti del Delaware, anche conosciuto come "DelDOT". Le sovvenzioni per i progetti del DelDOT provengono, in parte, dal Delaware Transportation Trust Fund istituito nel 1987 per stabilizzare i fondi ai trasporti; l'esistenza del Fondo ha portato a una graduale separazione delle operazioni del DelDOT dalle altre opere dello stato del Delaware. Il DelDOT gestisce programmi come "Adotta un'Autostrada", la rimozione di neve dalle principali strade, l'infrastruttura per il controllo del traffico (segnaletica), la gestione delle strade a pedaggio, la Divisione dei Veicoli a Motore, la Delaware Transit Corporation (conosciuta come "DART First State"), le organizzazioni di trasporto pubblico. Nel 2009, il DelDOT gestiva 21.737 chilometri di strade, l'89% delle strade pubbliche dello stato. La restante parte delle strade è sotto la supervisione delle autorità e amministrazioni locali. Questa cifra eccede di molto la media nazionale degli USA, in quanto la media delle strade dello stato poste sotto la responsabilità del Dipartimento dei Trasporti dello stato è del 20%.
Il sistema di trasporto pubblico "DART First State" è stato nominato il miglior sistema di trasporto del 2003 dall'American Public Transportation Association; la copertura della rete è elevata nella parte nord della contea di New Castle, con collegamenti alle principali autostrade nel Kent e nel Sussex. Il sistema comprende autobus, trasporto ferroviario operato dall'agenzia di trasporti di Filadelfia SEPTA e i servizi di taxi e di trasporto a chiamata. Quest'ultimo, consistente di un servizio di autobus porta a porta per gli anziani e i diversamente abili, è stato descritto da una relazione dello stato come "il sistema di trasporto a chiamata più generoso degli USA." Al 2012, le tariffe per il trasporto a chiamata non sono mai salite dal 1988.

### Strade

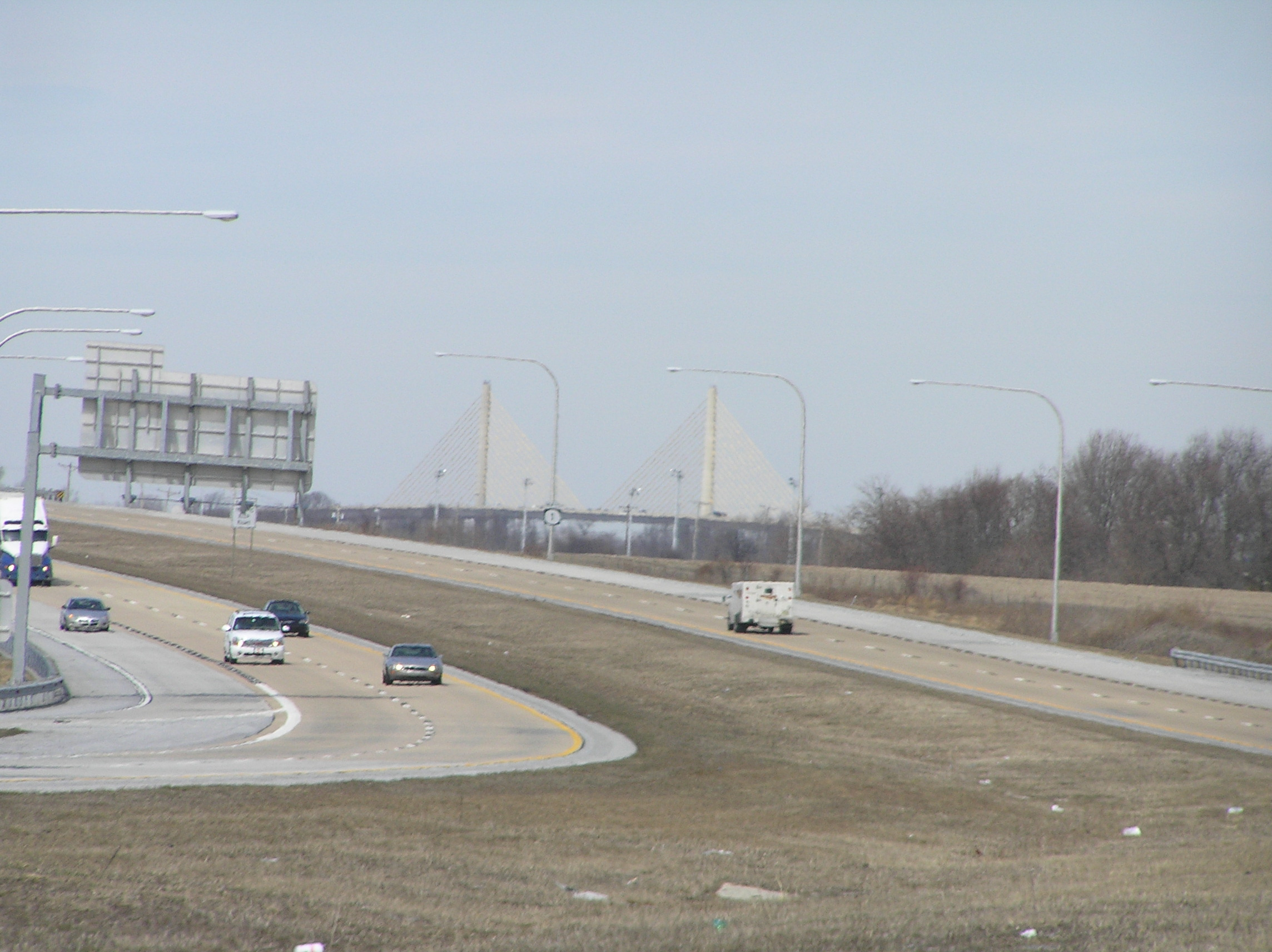
La Delaware Route 1, una strada a pedaggio parziale che collega Fenwick Island e Wilmington.

Uno dei grandi rami dell'Interstate Highway System statunitense, la Interstate 95, attraversa il Delaware da sud-ovest a nord-est attraverso la Contea di New Castle. Oltre alla I-95, vi sono altre sei autostrade che servono il Delaware: U.S. Route 9, U.S. Route 13, U.S. Route 40, U.S. Route 113, U.S. Route 202 e U.S. Route 301. Vi sono inoltre diverse autostrade statali che attraversano lo stato, tra queste la Delaware Route 1, Delaware Route 9 e Delaware Route 404. U.S. 13 e DE Rt 1 sono autostrade nord-sud che collegano Wilmington con la Pennsylvania e il Maryland, e la DE1 collega principalmente Wilmington con le spiagge dello stato. La DE Rt 9 collega Dover con Wilmington con un percorso panoramico lungo la Baia del Delaware; la US 40 segue un percorso est-ovest, collegando il Maryland con il New Jersey, come la DE Rt 404, che va da est a ovest collegando il ponte della Baia di Chesapeake nel Maryland con le spiagge del Delaware. Lo stato gestisce anche due autostrade a pedaggio, il Delaware Turnpike, che fa parte dell'Interstate 95 tra il Maryland e New Castle e la Korean War Veterans Memorial Highway, che corrisponde alla DE Rt. 1, tra Wilmington e Dover.
Un percorso ciclabile, la Delaware Bicycle Route 1, si estende da nord a sud in tutto lo stato, dal confine con il Maryland a Fenwich Island, fino al confine con la Pennsylvania a nord di Monchanin. È la prima di molte strade ciclabili già in fase di progetto nel Delaware.
Il Delaware conta circa 1.450 ponti, il 95% dei quali sono sotto la supervisione del DelDOT; circa il 30% dei ponti del Delaware furono costruiti prima del 1950 e circa il 60% di essi è incluso nel National Bridge Inventory. Tra i ponti non posti sotto la giurisdizione del DelDOT vi sono i quattro ponti sul Canale Chesapeake e Delaware, che sono sotto la giurisdizione del Corpo Armato degli Ingegneri Statunitensi e il Delaware Memorial Bridge, che è posto sotto l'Autorità della Baia e del Fiume Delaware.

### Traghetti
Vi sono tre linee di traghetti che operano nello stato del Delaware:
- Cape May-Lewes Ferry attraversa la bocca della Baia del Delaware tra Lewes, Delaware e Cape May
- Woodland Ferry è un traghetto con cavo che attraversa il fiume Nanticoke a sud-ovest di Seaford
- Three Forts Ferry Crossing collega Delaware City con Fort Delaware e Fort Mott, in New Jersey.

### Ferrovie e autobus

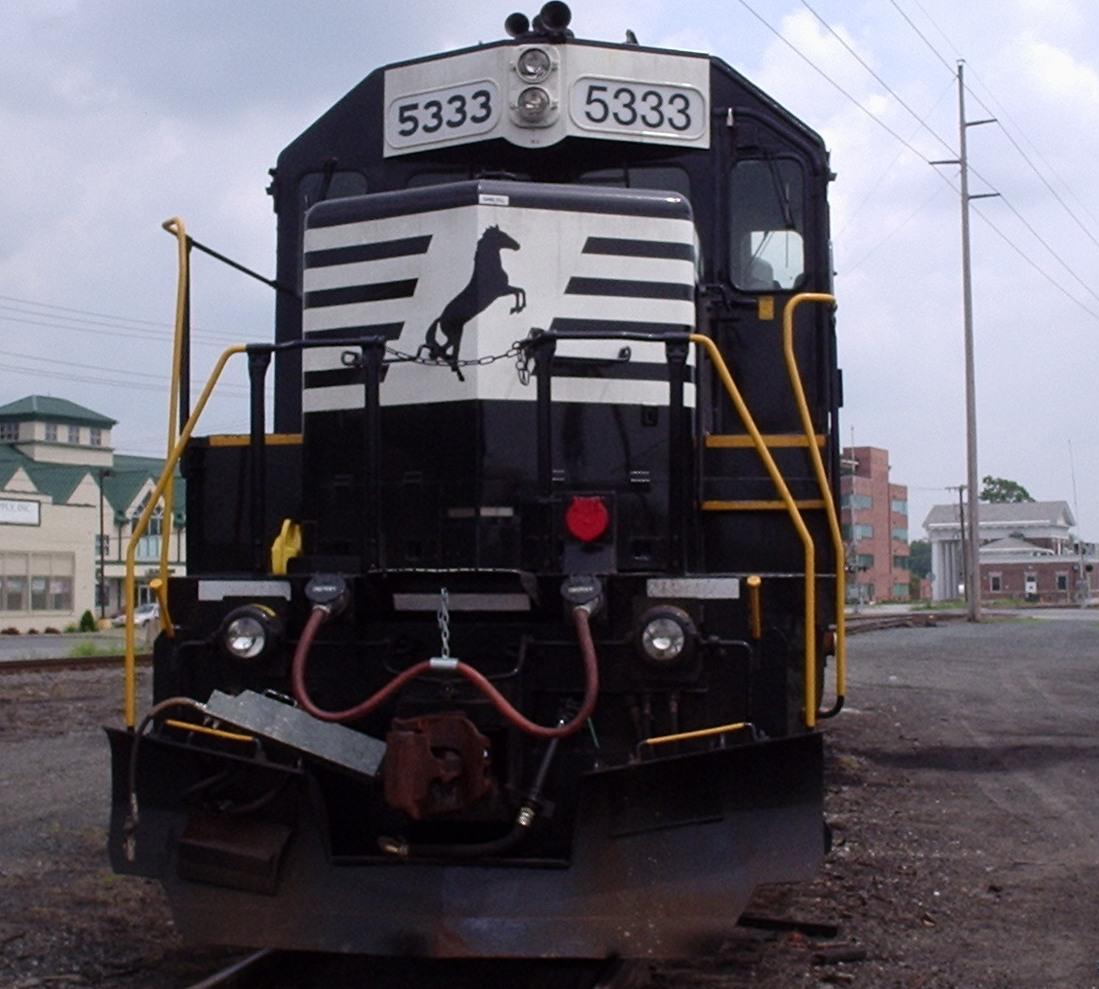
Una locomotiva Norfolk Southern a Dover.

Amtrak conta due stazioni nel Delaware lungo il Northeast Corridor: la meno affollata Newark Rail Station a Newark, e l'affollata stazione di Wilmington. Il Northeast Corridor è anche servito dalla linea Wilmington-Newark del servizio regionale della SEPTA, che serve le città di Claymont, Wilmington, Churchmans Crossing e Newark. Il principale trasporto merci del Delaware è il servizio di Classe I della Norfolk Southern Railway, che opera in gran parte dello stato, collegando tra loro due brevi linee ferroviarie, la Delaware CoastLine Railroad e la Maryland and Delaware Railroad, che effettuano servizio locale nella Contea di Sussex. Un'altra ferrovia di Classe I, la CSX, passa attraverso la parte nord della Contea di New Castle parallela al Northeast Corridor dell'Amtrak. La CSX collega i servizi merci/turistici, la Wilmington and Western Railroad, con sede a Wilmington e la East Penn Railroad, che gestisce una linea da Wilmington a Coatesville, in Pennsylvania.

### Aerei
Il Delaware è l'unico stato degli Stati Uniti senza servizi aerei commerciali; l'aeroporto di New Castle, presso Wilmington, era utilizzato da aerei commerciali nel passato, tra i quali l'ultima fu la Skybus Airlines che effettuava servizio fino a Columbus in Ohio e Greensboro, nella Carolina del Nord, fino alla sua bancarotta il 5 aprile 2008.
Il Delaware è situato al centro del Northeast Corridor e della I-95, pertanto i passeggeri commerciali del Delaware utilizzano spesso l'Aeroporto Internazionale di Filadelfia (PHL) e l'Aeroporto Internazionale di Baltimora-Washington (BWI) per i voli interni e internazionali. I residenti della Contea di Sussex utilizzano anche l'aeroporto regionale di Wicomico, che si trova a meno di 16 km dal confine del Delaware. L'Aeroporto Internazionale di Newark (EWR) e l'Aeroporto Nazionale di Washington-Ronald Reagan (DCA) si trovano anch'essi nel raggio di 160 km dalla Contea di New Castle.
La Dover Air Force Base dell'Air Mobility Command si trova nella parte centrale dello stato, ed è base del 436º e 512º stormo.
Altri aeroporti di aviazione generale del Delaware comprendono il Summit Airport, presso Middletown, il Delaware Airpark presso Cheswold e l'Aeroporto della Contea di Sussex, presso Georgetown.

## Legge e governo
La quarta e attuale Costituzione del Delaware, adottata nel 1897, stabilisce che vi siano un potere esecutivo, un potere giudiziario e un potere legislativo.

### Potere legislativo

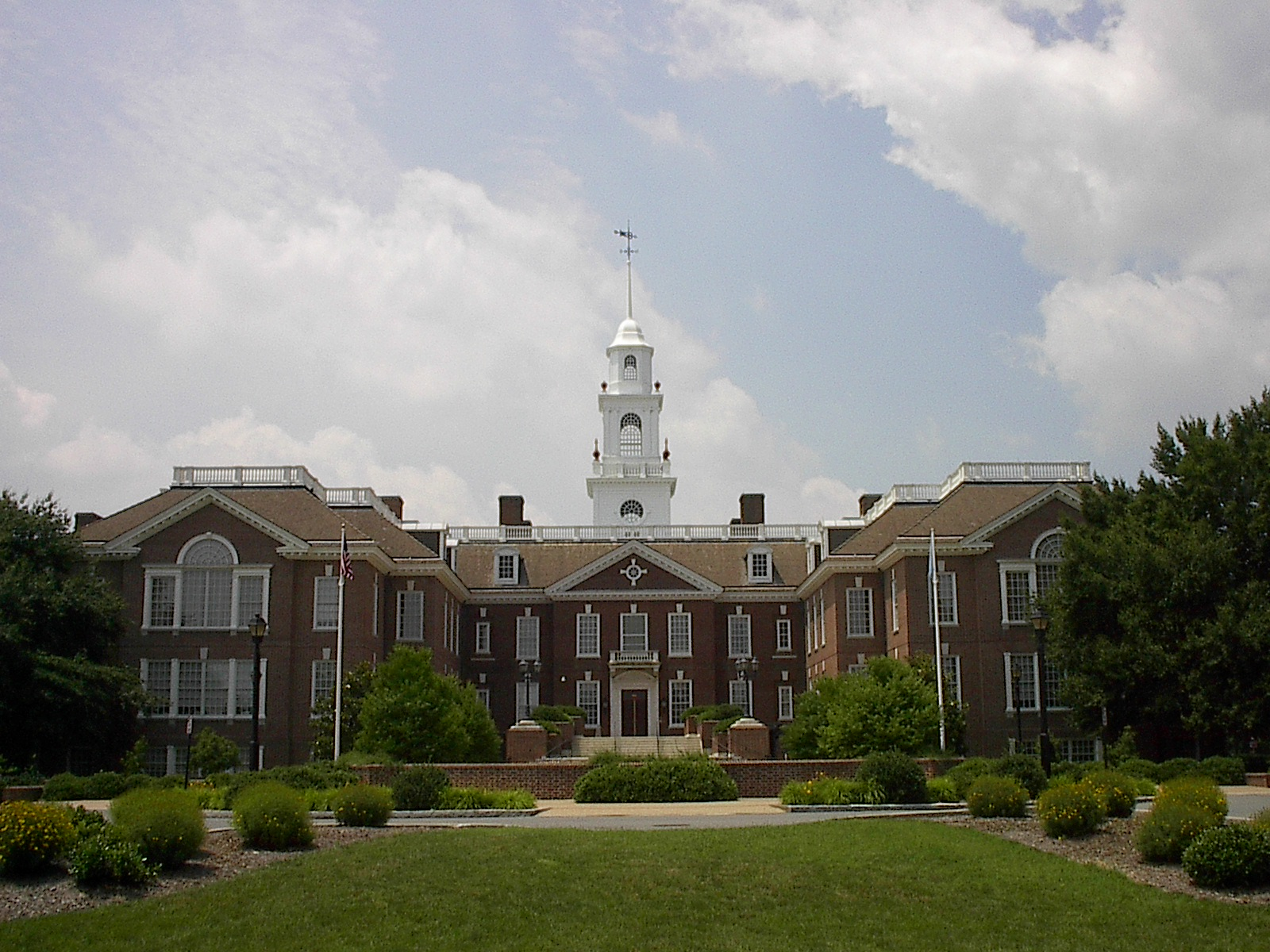
L'Assemblea Generale del Delaware si riunisce presso il Delaware State Capitol a Dover.

L'Assemblea Generale è costituita dalla Camera dei rappresentanti del Delaware, che conta 41 membri, e dal Senato, che comprende 21 membri. Essa si riunisce a Dover, la capitale dello stato. I rappresentanti sono eletti ogni due anni, mentre i senatori ogni quattro, Il senato conferma i giudici e altre cariche nominate dal governatore.
A livello nazionale, i senatori del Delaware sono Thomas Carper (D) e Chris Coons (D), mentre l'unico rappresentante del Delaware è Lisa Blunt Rochester (D).

### Potere giudiziario
La Costituzione del Delaware prevede che esistano diversi tribunali, tra i quali la Corte Suprema del Delaware, il più alto tribunale dello Stato, la Corte Superiore, il tribunale con giurisdizione generale, la Corte di Cancelleria che affronta principalmente le dispute legate alle società e la Corte della Famiglia, che tratta principalmente dispute domestiche e di custodia.
Il Delaware ha una delle poche superstiti Corti di Equità nella nazione, ed ha giurisdizione sui casi riguardanti l'equità, la vasta maggioranza dei quali riguarda dispute tra società, principalmente legate a unioni e acquisizioni. La Corte di Cancelleria e la Corte Suprema hanno una reputazione mondiale relativa alle corporate laws, che in genere danno grande libertà di azione ai dirigenti e presidenti. Inoltre, la Delaware General Corporation Law, che costituisce la base dei pareri della Corte, di solito dà grande flessibilità alle società nella gestione dei propri affari. Per queste ragioni, negli Stati Uniti il Delaware è considerato molto amichevole nei confronti delle compagnie e delle società per quanto riguarda il sistema legale: un gran numero di società è infatti registrato nel Delaware, incluso circa il 60% delle aziende quotate nella Borsa di New York. Il Delaware è stato l'ultimo stato degli USA ad utilizzare le punizioni corporali giudiziarie nel 1952.

### Potere esecutivo
Il potere esecutivo è esercitato dal Governatore del Delaware, incarico attualmente rivestito da Jack A. Markell (democratico), che ricopre la carica dal 20 gennaio 2009. Il Vice Governatore è Matthew P. Denn. Il governatore pronuncia un discorso sullo "Stato dello Stato" davanti alla seduta comune del Parlamento del Delaware ogni anno.

### Contee

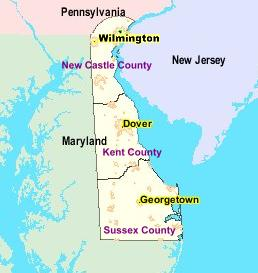
Contee del Delaware

Il Delaware è diviso in tre contee: da nord a sud, esse sono
- Contea di New Castle
- Contea di Kent
- Contea di Sussex

Il numero di contee è il più basso tra tutti gli stati USA. Ogni contea elegge il proprio organo legislativo (nelle contee di New Castle e Sussex sono conosciuti come Consigli di contea, nel Kent come Levy Court), che ha giurisdizione principalmente su materie di sviluppo. Molte funzioni, che negli altri stati sono gestite dalle contee, nel Delaware sono state centralizzate, portando a una significativa concentrazione di poteri nel governo dello stato. Le contee erano storicamente divise in centene, utilizzate per pagare le tasse e per votare fino agli anni '60, ma oggi non hanno più alcun ruolo amministrativo e il loro unico utilizzo legale e ufficiale è nella descrizione delle tenute e delle case.

### Politica nazionale
| Anno | Repubblicani   | Democratici    |
| ---- | -------------- | -------------- |
| 2024 | 41,79% 214 351 | 56,49% 289 758 |
| 2020 | 39,77% 200 327 | 58,74% 295 933 |
| 2016 | 41,72% 185 103 | 53,09% 235 581 |
| 2012 | 39,98% 165 484 | 58,61% 242 584 |
| 2008 | 37,37% 152 356 | 62,63% 255 394 |
| 2004 | 45,75% 171 660 | 53,35% 200 152 |
| 2000 | 41,90% 137 288 | 54,96% 180 068 |
| 1996 | 36,58% 99 062  | 51,82% 140 955 |
| 1992 | 35,33% 102 313 | 43,52% 126 054 |
| 1988 | 55,88% 139 639 | 43,48% 108 647 |
| 1984 | 59,78% 152 190 | 39,93% 101 656 |
| 1980 | 47,21% 111 252 | 44,87% 105 754 |
| 1976 | 46,57% 109 831 | 51,98% 122 596 |
| 1972 | 59,60% 140 357 | 39,18% 92 283  |
| 1968 | 45,12% 96 714  | 41,61% 89 194  |
| 1964 | 38,78% 78 078  | 60,95% 122 704 |
| 1960 | 49,00% 96 373  | 50,63% 99 590  |

Il Partito Democratico detiene la maggioranza delle registrazioni in Delaware. Fino alle elezioni presidenziali del 2000, lo stato è stato uno dei segnalatori della tendenza del voto alle elezioni presidenziali, dato che dal 1952 ha sempre assegnato i suoi tre delegati al candidato vincente. Questo andamento ha avuto fine nel 2000, quando i voti elettorali del Delaware sono andati ad Al Gore e nel 2004 John Kerry ha vinto nel Delaware di otto punti percentuali. Nel 2008, il democratico Barack Obama ha sconfitto il repubblicano John McCain nel Delaware con 62,63% contro 37,37%. Joe Biden ha rappresentato il Delaware al Senato degli Stati Uniti dal 1973 al 2008, quando fu eletto vicepresidente degli Stati Uniti in ticket con Barack Obama. Con le elezioni presidenziali del 2020 è divenuto il primo presidente degli Stati Uniti proveniente dallo Stato.
Il passaggio del Delaware ai democratici è in parte dovuto a una forte tendenza democratica nella Contea di New Castle, residenza del 55% della popolazione del Delaware, ossia più della popolazione delle altre due contee combinata (535.000 contro 359.000 delle altre due contee di Sussex e Kent). New Castle non ha mai votato repubblicano in un'elezione presidenziale sin dal 1988; nel 1992, 2000 e 2004 il candidato repubblicano ha ottenuto la maggioranza in Kent e Sussex, ma ha perso di molto a New Castle, con un margine sufficiente per far cedere lo stato ai democratici. New Castle elegge anche una sostanziale maggioranza del Parlamento dello stato: 27 dei 41 deputati e 14 dei 21 senatori.
I democratici detengono la carica di governatore dal 1993, avendo vinto tutte le ultime sei elezioni per il governatore. I democratici attualmente hanno otto delle nove cariche governative elettive dello stato, mentre i repubblicani ne hanno soltanto una, lo State Auditor.

### Libertà di informazione
Ognuno dei 50 stati degli Stati Uniti ha approvato qualche forma di legislazione sulla libertà di informazione, che dà opportunità alla popolazione di richiedere informazioni al governo. Nel 2011, il Delaware approvò una legge che stabiliva in 15 giorni il limite tra una richiesta sulla libertà di informazione e la risposta (oppure una spiegazione sul perché ci volessero più di 15 giorni).

### Entrate
Il Delaware ha sei scaglioni per le imposte sul reddito, che variano dal 2,2% al 5,95%. Lo stato non impone tasse sui consumi, ma tassa i guadagni lordi di molte attività. Le tasse sugli affari e sull'occupazione variano dallo 0,096% al 1,92%, a seconda della categoria dell'attività di business.
Il Delaware non impone tasse a livello nazionale sulle case o sulle proprietà personali; le abitazioni sono soggette a tasse di proprietà imposte dalle contee, tasse di proprietà nei distretti scolastici, e, se si trovano in un'area incorporata, sono soggette anche a tasse municipali.
Il gioco d'azzardo fornisce guadagni significativi allo stato: ad esempio, il Delaware Park Racetrack ha pagato allo stato più di 100 milioni di dollari nel 2010.

## Comuni
Wilmington è la più grande città dello stato, e il suo centro economico; si trova a modesta distanza sia da Filadelfia che da Baltimora (Maryland).

### Contee
- Kent
- New Castle
- Sussex

### Città
- Delaware City
- Dover
- Harrington
- Lewes
- Middletown
- Milford
- New Castle
- Newark
- Rehoboth Beach
- Seaford
- Wilmington

### Cittadine
- Bellefonte
- Bethany Beach
- Bethel
- Blades
- Bowers
- Bridgeville
- Camden
- Cheswold
- Clayton
- Dagsboro
- Delmar
- Dewey Beach
- Ellendale
- Elsmere
- Farmington

- Felton
- Fenwick Island
- Frankford
- Frederica
- Georgetown
- Greenwood
- Hartly
- Henlopen Acres
- Houston
- Kenton
- Laurel
- Leipsic
- Little Creek
- Magnolia
- Millsboro
- Millville
- Milton
- Newport
- Ocean View
- Odessa
- Selbyville
- Slaughter Beach
- Smyrna
- South Bethany
- Townsend
- Viola
- Woodside
- Wyoming

### Villaggi
- Arden
- Ardencroft
- Ardentown

### Luoghi non incorporati

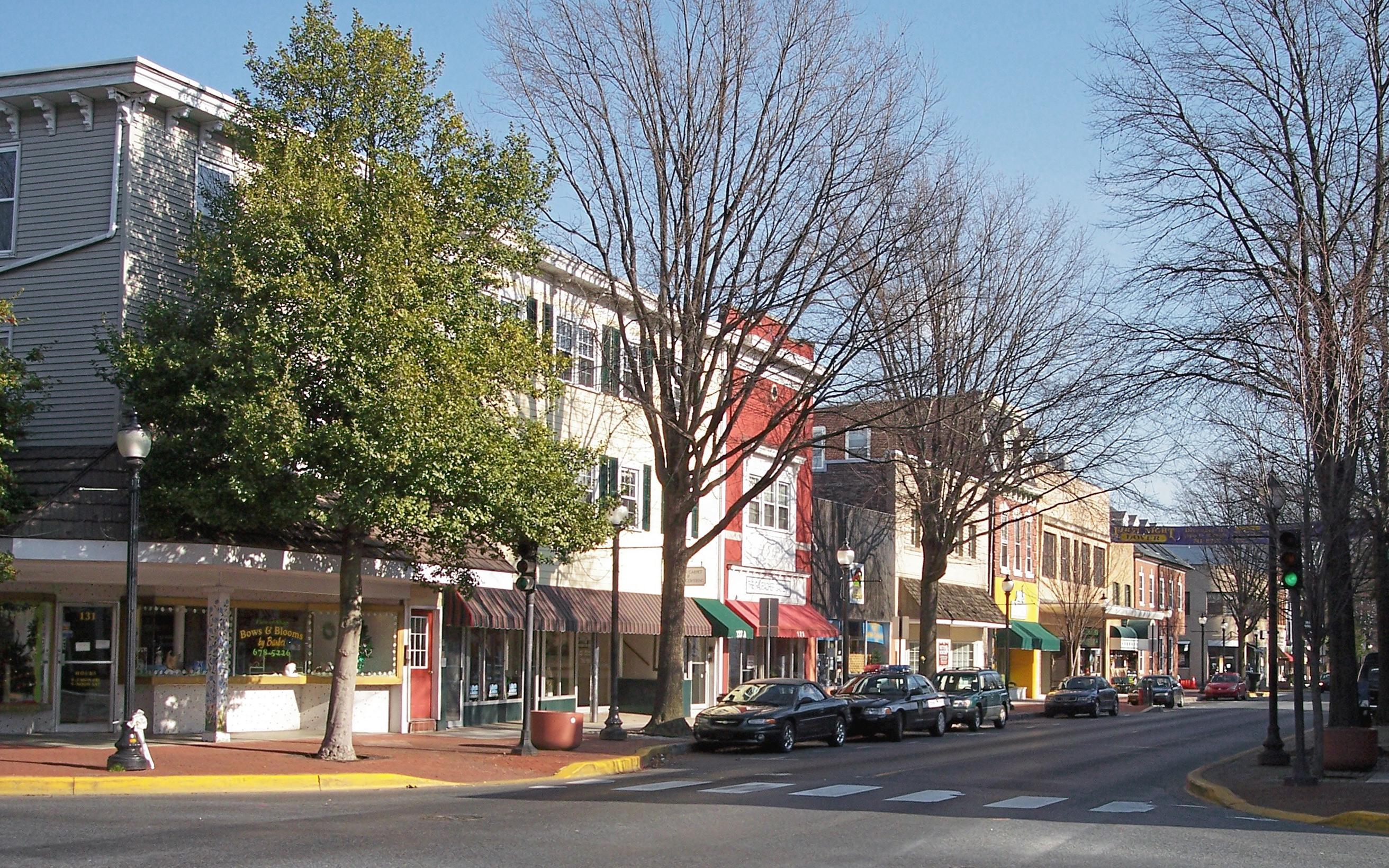
Dover

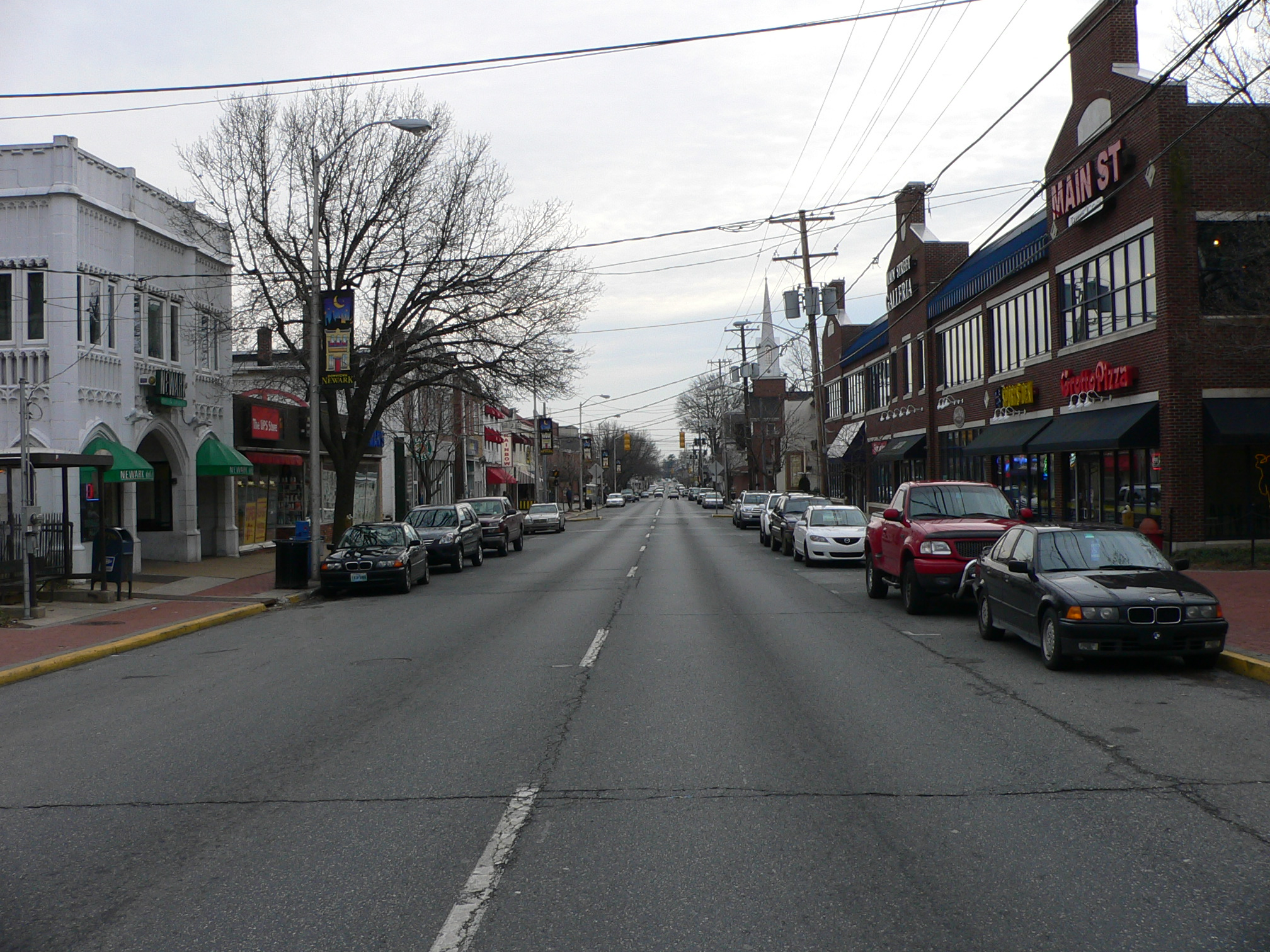
Newark

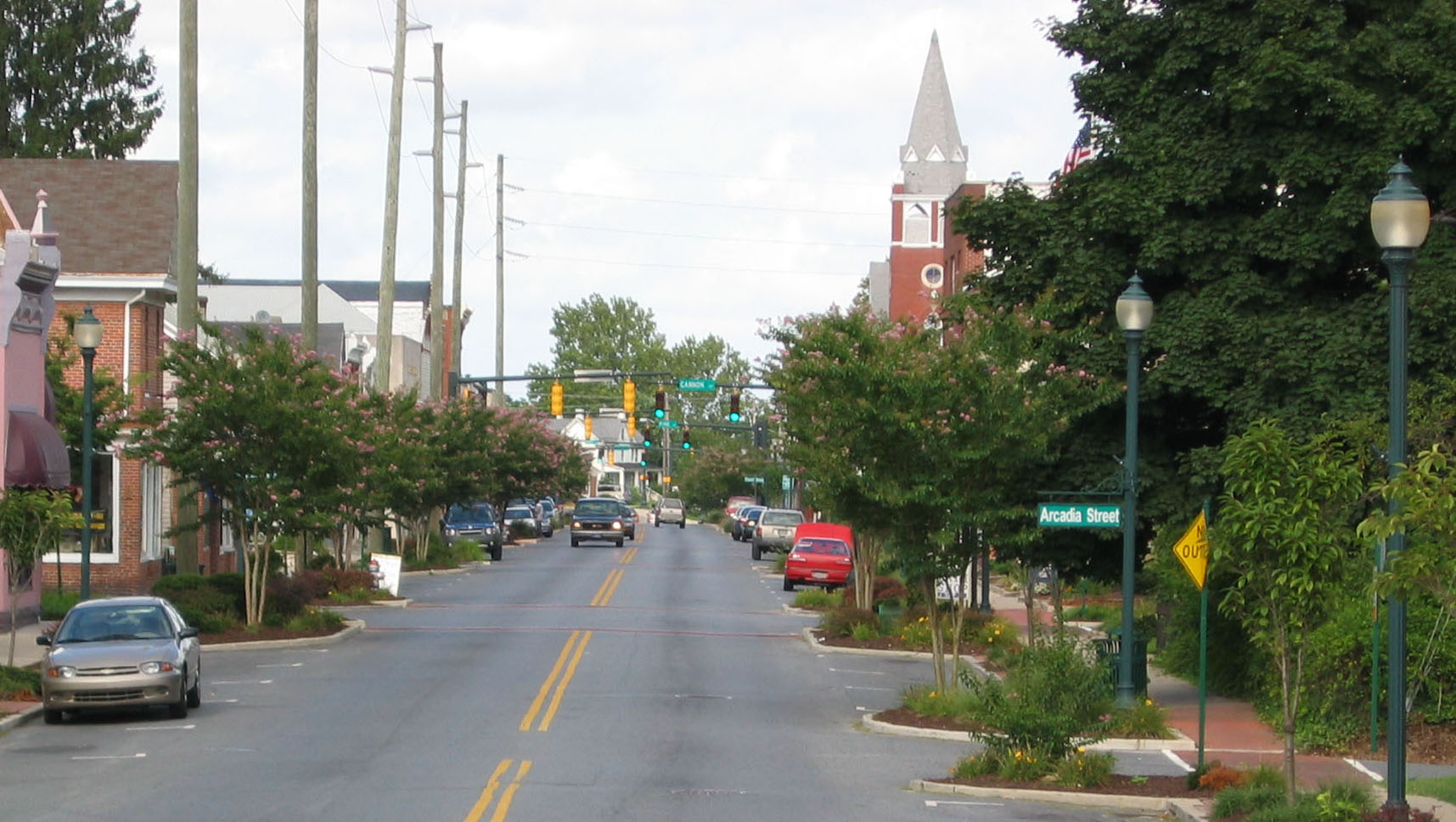
Seaford

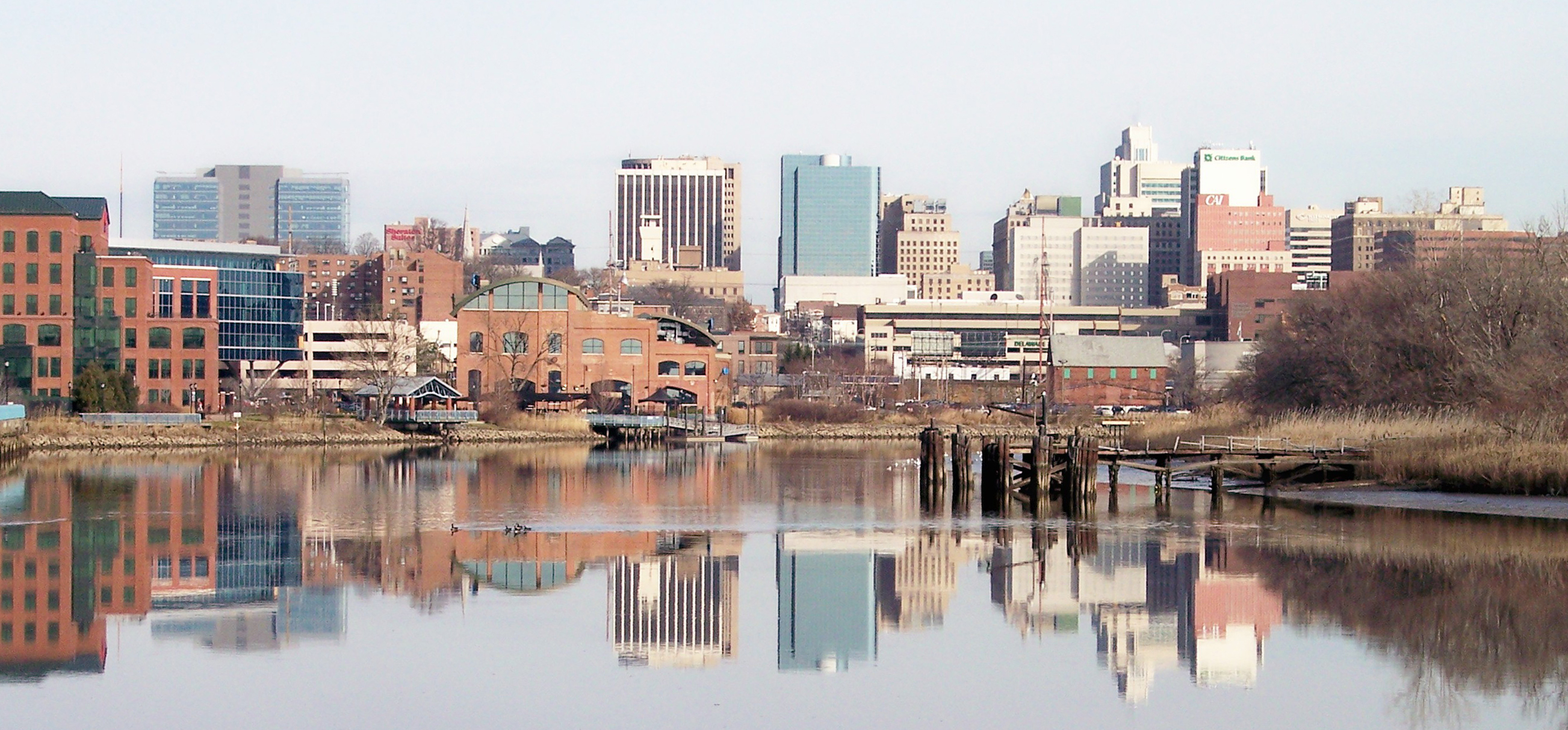
Wilmington

- Bear
- Brookside
- Christiana
- Clarksville
- Claymont
- Dover Base Housing
- Edgemoor
- Glasgow
- Greenville
- Gumboro
- Harbeson
- Highland Acres
- Hockessin
- Kent Acres
- Lincoln City
- Long Neck
- Marshallton
- North Star
- Oak Orchard
- Omar
- Pike Creek
- Rising Sun-Lebanon
- Riverview
- Rodney Village
- Roxana
- Saint Georges
- Stanton
- Wilmington Manor
- Woodside East
- Yorklyn

### Città per numero di abitanti
Sono solo 6 le città con almeno 10.000 abitanti nello Stato del Delaware:
1. Wilmington 70.635
2. Dover 38.079
3. Newark 33.673
4. Middletown 22.582
5. Smyrna 11.580
6. Milford 11.353

### Le dieci località più ricche del Delaware
Classificate per PIL pro capite
1. Greenville: 83 223 $
2. Henlopen Acres: 82 091 $
3. South Bethany: 53 624 $
4. Dewey Beach: 51 958 $
5. Fenwick Island: 44 415 $
6. Bethany Beach: 41 306 $
7. Hockessin: 40 516 $
8. North Star: 39 677 $
9. Rehoboth Beach: 38 494 $
10. Ardentown: 35 577 $

## Istruzione
Il Delaware è stato origine della causa Belton v. Gebhart, uno dei quattro casi che furono combinati nel Brown v. Board of Education, la decisione della Corte suprema degli Stati Uniti d'America che portò alla fine delle scuole segregate. Belton è stato l'unico caso in cui il tribunale di Stato ha deliberato a favore del denunciante, giudicando la segregazione incostituzionale.
Diversamente da molti Stati, il sistema educativo del Delaware è centralizzato nella Sovraintendenza per l'Istruzione, con comitati locali che mantengono il controllo sulla tassazione e su alcune decisioni relative ai curricula.
Nel 2011, il Dipartimento per l'Istruzione del Delaware aveva autorizzato la fondazione di 25 charter school all'interno dello stato, tra cui una per sole ragazze.
Tutti gli insegnanti delle scuole pubbliche sono riuniti in sindacato.

### College e università
- Delaware College of Art and Design
- Delaware State University
- Delaware Technical & Community College
- Drexel University a Wilmington
- Goldey-Beacom College
- University of Delaware
- Wesley College
- Widener University School of Law
- Wilmington University

## Media

### Televisione
Non vi sono reti televisive che trasmettono solamente nel Delaware; un'emittente affiliata PBS di Filadelfia (ma con sede a Wilmington), WHYY-TV, ha uno studio di registrazione e infrastrutture di trasmissione a Wilmington e Dover, mentre WPPX, affiliata di Ion Television, ha sede a Wilmington ma mantiene uffici a Filadelfia e trasmette digitalmente da quella città e da una torre analogica nel New Jersey. L'affiliato della ABC di Philadelphia, WPVI-TV, ha uffici a Wilmington. La parte nord dello stato è servita da stazioni di Philadelphia e la parte meridionale da stazioni a Baltimora e Salisbury. L'affiliato della CBS di Salisbury, WBOC-TV ha uffici a Dover e Milton.